# Kenneth Appel
Kenneth Ira Appel (ur. 8 października 1932 w Nowym Jorku, zm. 19 kwietnia 2013 w Dover) – amerykański matematyk.

## Życiorys
Kenneth Appel urodził się 8 października 1932 roku w nowojorskim Brooklynie. Był synem Irwina Appela i Lillian Sender Appel. Uczył się w Queens College do 1953 roku i na University of Michigan. W latach 1953–1955 służył w armii, stacjonował w Fort Benning (Georgia) i w Baumholder (Niemcy Zachodnie). W 1959 roku uzyskał na tej uczelni doktorat, następnie pracował w Institute for Defense Analysis w Princeton, a w 1961 roku przeszedł do pracy na University of Illinois w Urbana-Champaign. Od 1959 roku żonaty z Carole Stein.
Appel w 1976 roku rozwiązał wspólnie z Wolfgangiem Hakenem jeden z bardziej znanych problemów matematycznych, sformułowanych w 1852 roku przez Francisa Guthriego. Po czterech latach pracy, za pomocą analiz komputerowych, potwierdził teorię o możliwości pokolorowania każdej dwuwymiarowej mapy (z pewnymi ograniczeniami) czterema barwami tak, by dwa pola o tej samej barwie się nie stykały. Dzięki temu badaniu rozpoczęło się szersze zastosowanie komputerów do analiz o charakterze inżynierskim, a nie jak wcześniej jedynie teoretycznych. Razem z Hakenem został w 1979 roku wyróżniony Nagrodą Fulkersona za badania nad problemem kolorowania map.
W latach 1991–1993 był profesorem matematyki University of Illinois. Od 1993 do 2002 roku Appel był szefem wydziału matematycznego na University of New Hampshire w Durham. Po przejściu na emeryturę w niewielkim zakresie wciąż pracował i okazjonalnie prowadził wykłady.
Zmarł 19 kwietnia 2013 roku w czasie hospitalizacji spowodowanej rakiem przełyku.